# Beklimming van de Mont Ventoux
De Beklimming van de Mont Ventoux (Latijn: De ascensu montis Ventosi) is een brief van de Italiaanse dichter Francesco Petrarca over zijn tocht naar de top van de Mont Ventoux op 26 april 1336, gericht aan Dionigi di Borgo San Sepolcro. De brief werd omstreeks 1350 gepubliceerd in zijn Epistolae familiares (IV, 1). In deze brief beweerde Petrarca de eerste mens te zijn sinds de klassieke oudheid die een bergtop besteeg omwille van het uitzicht van de top, louter uit begeerte om zijn bijzondere hoogte nader in ogenschouw te nemen. Hoewel de historische juistheid van die bewering soms in twijfel wordt getrokken, bijvoorbeeld door de Petrarcakenner Giuseppe Billanovich, wordt ze vaak aangehaald bij beschrijvingen van de tijdgeest die opkwam in de renaissance.
Petrarca's beklimming van de Mont Ventoux wordt wel beschouwd als begin van het toerisme en soms ook van de bergsport. De top van de Mont Ventoux, de enige berg die de Zuid-Franse Provence rijk is, ligt op 1912 meter hoogte.

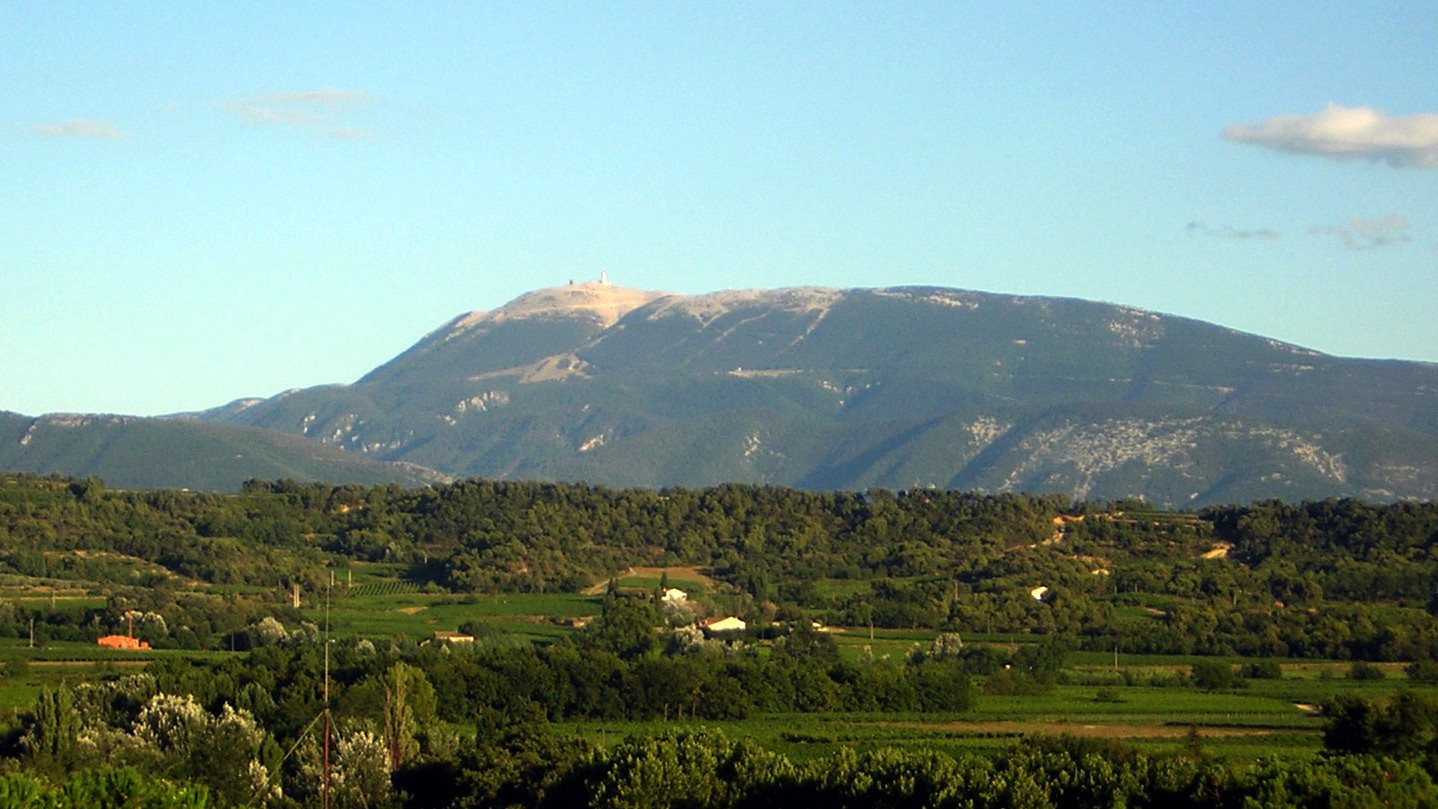
Mont Ventoux

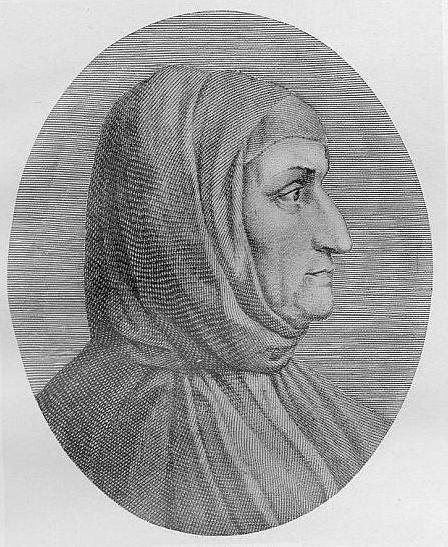
Petrarca